# 1447 Утра
1447 Утра (1447 Utra) — астероїд головного поясу, відкритий 26 січня 1938 року.
Тіссеранів параметр щодо Юпітера — 3,442.